# The Last Ship (album)
The Last Ship je jedenácté studiové album anglického rockového hudebníka Stinga.

## Seznam skladeb
Autorem skladeb je Sting, pokud není uvedeno jinak.
| Pořadí | Název                                       | Autor                                                                                | Délka |
| ------ | ------------------------------------------- | ------------------------------------------------------------------------------------ | ----- |
| 1.     | The Last Ship                               |                                                                                      | 3:51  |
| 2.     | Dead Man's Boots                            |                                                                                      | 3:30  |
| 3.     | And Yet                                     |                                                                                      |       |
| 4.     | August Winds                                |                                                                                      | 3:18  |
| 5.     | Language of Birds                           | Sting, Rob Mathes                                                                    | 3:30  |
| 6.     | Practical Arrangement                       | Sting, Mathes                                                                        | 3:20  |
| 7.     | The Night the Pugilist Learned How to Dance |                                                                                      | 4:13  |
| 8.     | Ballad of the Great Eastern                 | Sting, Mathes, Dominic Miller, Kathryn Tickell, Jo Lawry, Peter Tickell, Ira Coleman | 5:15  |
| 9.     | What Have We Got?                           | Sting, Jimmy Nail, K. Tickell, P. Tickell, Julian Sutton, Lawry                      | 3:35  |
| 10.    | I Love Her But She Loves Someone Else       | Sting, Mathes                                                                        | 3:42  |
| 11.    | So to Speak                                 |                                                                                      | 4:07  |
| 12.    | The Last Ship (Reprise)                     |                                                                                      | 3:20  |

## Obsazení
- Sting – zpěv, akustická kytara, baskytara, zvonkohra, činely
- Rob Mathes – klavír, klávesy, akustická kytara, doprovodné vokály
- Dominic Miller – elektrická a akustická kytara, klasická kytara („It's Not the Same Moon“)
- Ira Coleman – baskytara
- Joe Bonadio – bicí, perkuse
- Peter Tickell – housle, mandolína (sólo ve „What Have We Got?“ a „Show Some Respect“)
- Julian Sutton – melodeon
- Kathryn Tickell – housle, northumberlandské sudy (sólo v „The Last Ship“ a „Sky Hooks and Tartan Paint“)
- Jo Lawry – zpěv („Shipyard“), duet (v „Practical Arrangement“ Full Original Duet), doprovodné vokály
- Jimmy Nail – zpěv („What Have We Got?“ a „Shipyard“), doprovodné vokály
- Brian Johnson – zpěv („Shipyard“ a „Sky Hooks and Tartan Paint“)